# Heteromysis gymnura
Heteromysis gymnura är en kräftdjursart som beskrevs av W. M. Tattersall 1922. Heteromysis gymnura ingår i släktet Heteromysis och familjen Mysidae. Inga underarter finns listade i Catalogue of Life.